# The Collection: Simon & Garfunkel
The Collection: Simon & Garfunkel és una caixa recopilatòria de sis discs del duet estatunidenc Simon & Garfunkel. El conjunt comprèn els cinc àlbums d'estudi i un DVD el concert gratuït que dugueren a terme el 19 de setembre de 1981 al Central Park de Nova York. Tots sis discs són en format mini-LP i els àlbums contenen les pistes bonus que foren presentades a The Columbia Studio Recordings (1964-1970). Tots els discs i les seves caràtules es troben dins d'una caixa on es representa la imatge en silueta del duet amb Paul Simon aguantant una guitarra i Art Garfunkel assegut en un tamboret.

## Llista de cançons
Les cançons són les dels àlbums següents:
1. Wednesday Morning, 3 A.M. – octubre de 1964
2. Sounds of Silence – gener de 1966
3. Parsley, Sage, Rosemary and Thyme – octubre de 1966
4. Bookends – abril de 1968
5. Bridge Over Troubled Water – gener de 1970
6. The Concert in Central Park (DVD)